# أحمد إرتغون
أحمد إرتغون (/ ˈɑːmɛt ˈɛərtəɡən / AH-met AIR-tə-gən ؛ بالتركية: Ahmet Zahrettin Sebuhi Ertegün،31 يوليو 1923 - 14 ديسمبر 2006) كان رجل أعمال وكاتب أغاني ومدير تسجيلات تركي أمريكي. ومحسن.
كان إرتغون المؤسس المشارك ورئيس شركة تسجيلات أتلانتيك. اكتشف ودافع عن العديد من موسيقيي الإيقاع والبلوز والروك الرائدين. كتب إرتغون أيضًا أغاني البلوز والبوب التقليدية. شغل منصب رئيس الصالة الفخرية للروك آند رول والمتحف الواقع في كليفلاند، أوهايو. وُصِف إرتغون بأنه "أحد أهم الشخصيات في صناعة التسجيلات الحديثة". في عام 2017، أُدرج اسمه في قاعة مشاهير موسيقى الإيقاع والبلوز تقديرًا لعمله في مجال الموسيقى.
ساعد إرتغون في تعزيز العلاقات بين الولايات المتحدة وتركيا، مسقط رأسه. شغل منصب رئيس الجمعية الأمريكية التركية لأكثر من 20 عامًا حتى وفاته. كما شارك في تأسيس فريق نيويورك كوزموس لكرة القدم التابع لدوري كرة القدم لأمريكا الشمالية الأصلية.